# ストルガツキア (小惑星)
ストルガツキア (3054 Strugatskia) は、小惑星帯の小惑星。1975年にクリミア天体物理天文台でニコライ・チェルヌイフが発見した。
ソビエト時代のSF作家、ストルガツキー兄弟 (Аркадий и Борис Стругацкие) から名付けられた。